# Ficus kuchinensis
Ficus kuchinensis är en mullbärsväxtart som beskrevs av C. C. Berg. Ficus kuchinensis ingår i släktet fikonsläktet, och familjen mullbärsväxter. Inga underarter finns listade i Catalogue of Life.